# Mihail Kogălniceanu (Tulcea)
Mihail Kogălniceanu è un comune della Romania di 3 277 abitanti, ubicato nel distretto di Tulcea, nella regione storica della Dobrugia. 
Il comune è formato dall'unione di 3 villaggi: Lăstuni, Mihail Kogălniceanu, Rândunica. Quest'ultimo centro abitato è attraversato dal 45º parallelo, la linea equidistante fra il Polo nord e l'Equatore. 
Mihail Kogălniceanu porta questo nome in onore dell'omonimo uomo politico.

## Nato in Mihail Kogalniceanu

### In Lãstuni
- Alexi Ivanov(Alexe Bădărău) (1922-1997)- rumeno, politico bulgaro, ministro dell'agricoltura e delle foreste della Bulgaria - marzo 1986 - dicembre 1988